# 反审查图书馆
“反审查图书馆”（英語：The Uncensored Library）是由无国界记者运作，并由 BlockWorks、DDB Berlin和MediaMonks联合开发的《我的世界》服务器及游戏关卡。该项目旨在为生活在新闻自由受限国家的居民提供一个规避审查制度、阅读受限文章的平台。图书馆内收录了在墨西哥、俄罗斯、越南、沙特阿拉伯和埃及等国遭到封禁的书籍和文章。每个国家均设有独立的展示区，其中包含一些违反当地法律的物品。该图书馆于2020年3月12日（世界反对网络审查日）正式开放。目前，访问图书馆有两种方式：从官方网站下载游戏地图，或者连接到他们的我的世界服务器。

## 建筑设计
图书馆采用新古典主义建筑风格设计，其布局与纽约公共图书馆等建筑相似，意在表明该服务器旨在颠覆威权统治。整个图书馆由超过1250万个方块构建而成。

## 格式
图书馆中，五个受关注的国家以及“无国界记者”组织，各自拥有一个专属区域，其中收录了文章的原文及其英文译本。图书馆内的文本以书籍的形式呈现，放置在书架上，可供多名玩家同时阅读。这些文章大多探讨审查制度、不当惩罚以及作者对当局或执政党的其他批评。每个国家展示区的内部设计都象征着该国独特的国情以及新闻业所面临的挑战。此外，图书馆的中庭陈列着新闻自由指数以及该指数中各国的当前新闻自由状况。墨西哥馆内设有一座纪念碑，用以纪念因撰写文章而遇害的记者。目前，图书馆已收藏了200余种书籍。

### COVID-19展示区
图书馆后来新增了一个展示区，用以展示2019冠状病毒病疫情期间出现的新闻自由问题。该展区收录了关于十个国家（巴西、中华人民共和国、埃及、匈牙利、伊朗、缅甸、朝鲜民主主义人民共和国、俄罗斯、泰国和土库曼斯坦）的书籍，展示了各国检疫报告所受到的影响。 

## 真理霸权
图书馆官方宣传片中使用的歌曲《真理霸权》由Lucas Mayer和The Client Said No创作。

## 影响
图书馆开放后，迅速在社交媒体平台上走红，BBC、德国之声新闻、CNBC、CNN、Tech Crunch、The Verge、Gizmodo、Engadget、Mashable、PC Gamer、Scene World 杂志等媒体均对此进行了专题报道。